# Kolumbia na Letnich Igrzyskach Olimpijskich 2016
Kolumbię na Letnich Igrzyskach Olimpijskich 2016 reprezentowało 147 zawodników: 74 mężczyzn i 73 kobiety. Był to dziewiętnasty start reprezentacji Kolumbii na letnich igrzyskach olimpijskich.

## Zdobyte medale
| Medal  | Zawodnik             | Dyscyplina           | Konkurencja            | Rezultat                                                | Data        |
| ------ | -------------------- | -------------------- | ---------------------- | ------------------------------------------------------- | ----------- |
| Złoto  | Óscar Figueroa       | Podnoszenie ciężarów | Waga do 62 kg mężczyzn | 318 kg                                                  | 8 sierpnia  |
| Złoto  | Caterine Ibargüen    | Lekkoatletyka        | Trójskok kobiet        | 15,17 m                                                 | 14 sierpnia |
| Złoto  | Mariana Pajón        | Kolarstwo            | BMX Kobiet             | 34,09 s                                                 | 19 sierpnia |
| Srebro | Yuri Alvear          | Judo                 | Waga do 70 kg kobiet   | W finale uległa reprezentantce Japonii Haruka Tachimoto | 10 sierpnia |
| Srebro | Yurberjen Martínez   | Boks                 | waga papierowa         | W finale uległ Uzbekowi Xasanboy Do‘smatov 0-3          | 14 sierpnia |
| Brąz   | Luis Javier Mosquera | Podnoszenie ciężarów | waga do 69 kg mężczyzn | 338 kg                                                  | 9 sierpnia  |
| Brąz   | Ingrit Valencia      | Boks                 | waga musza kobiet      | W półfinale uległa reprezentantce Francji 0-2           | 18 sierpnia |
| Brąz   | Carlos Ramirez       | Kolarstwo            | BMX mężczyźni          | 35,52 s                                                 | 19 sierpnia |

## Skład kadry

### Boks
Mężczyźni
| Zawodnik             | Konkurencja    | 1/16             | 1/8               | Ćwierćfinał      | Półfinał         | Finał            | Finał   | Źródła |
| Zawodnik             | Konkurencja    | Przeciwnik Wynik | Przeciwnik Wynik  | Przeciwnik Wynik | Przeciwnik Wynik | Przeciwnik Wynik | Miejsce | Źródła |
| -------------------- | -------------- | ---------------- | ----------------- | ---------------- | ---------------- | ---------------- | ------- | ------ |
| Yurberjen Martínez   | waga papierowa | Lourenço W 3-0   | Ladon W 3-0       | Carmona W 2-1    | Argilagos W 2-1  | Do‘smatov P 0-3  | srebro  | [ 7 ]  |
| Ceiber Ávila         | waga musza     | BYE              | Emigdio W 3-0     | Ałojan P 0-3     | NQ               | NQ               | NQ      | [ 8 ]  |
| Jorge Vivas          | waga średnia   | Ntsengue P 1-2   | NQ                | NQ               | NQ               | NQ               | NQ      | [ 9 ]  |
| Juan Carlos Carrillo | waga półciężka | Uulu W3-0        | Bauderlique P 0-3 | NQ               | NQ               | NQ               | NQ      | [ 10 ] |

Kobiety
| Zawodnik        | Konkurencja | 1/8              | Ćwierćfinał      | Półfinał         | Finał            | Finał   | Źródła |
| Zawodnik        | Konkurencja | Przeciwnik Wynik | Przeciwnik Wynik | Przeciwnik Wynik | Przeciwnik Wynik | Miejsce | Źródła |
| --------------- | ----------- | ---------------- | ---------------- | ---------------- | ---------------- | ------- | ------ |
| Ingrit Valencia | waga musza  | Mbougnade W TKO  | Laopeam W 3-0    | Ourahmoune P 0-2 | NQ               | brąz    | [ 11 ] |

### Gimnastyka
Mężczyźni
| Zawodnik       | Konkurencja            | Kwalifikacje | Kwalifikacje | Kwalifikacje | Kwalifikacje | Kwalifikacje | Kwalifikacje | Kwalifikacje | Kwalifikacje | Finał    | Finał    | Finał    | Finał    | Finał    | Finał    | Finał  | Finał   | Źródło |
| Zawodnik       | Konkurencja            | Przyrząd     | Przyrząd     | Przyrząd     | Przyrząd     | Przyrząd     | Przyrząd     | Razem        | Pozycja      | Przyrząd | Przyrząd | Przyrząd | Przyrząd | Przyrząd | Przyrząd | Razem  | Pozycja | Źródło |
| Zawodnik       | Konkurencja            | F            | PH           | R            | V            | PB           | HB           | Razem        | Pozycja      | F        | PH       | R        | V        | PB       | HB       | Razem  | Pozycja | Źródło |
| -------------- | ---------------------- | ------------ | ------------ | ------------ | ------------ | ------------ | ------------ | ------------ | ------------ | -------- | -------- | -------- | -------- | -------- | -------- | ------ | ------- | ------ |
| Jossimar Calvo | wielobój indywidualnie | 14,175       | 15,033       | 14,166       | 13,766       | 15,400       | 14,966       | 87,506       | 13.          | 14,650   | 14,700   | 14,433   | 14,833   | 15,366   | 14,933   | 88,915 | 10.     | [ 12 ] |

Kobiety
| Zawodniczka      | Konkurencja     | Kwalifikacje | Kwalifikacje | Kwalifikacje | Kwalifikacje | Kwalifikacje | Kwalifikacje | Finał     | Finał     | Finał     | Finał     | Finał | Finał   | Źródło |
| Zawodniczka      | Konkurencja     | Przyrządy    | Przyrządy    | Przyrządy    | Przyrządy    | Razem        | Pozycja      | Przyrządy | Przyrządy | Przyrządy | Przyrządy | Razem | Pozycja | Źródło |
| Zawodniczka      | Konkurencja     | V            | UB           | BB           | F            | Razem        | Pozycja      | V         | UB        | BB        | F         | Razem | Pozycja | Źródło |
| ---------------- | --------------- | ------------ | ------------ | ------------ | ------------ | ------------ | ------------ | --------- | --------- | --------- | --------- | ----- | ------- | ------ |
| Catalina Escobar | Równoważnia     | N/A          | N/A          | 10,200       | N/A          | 10,200       | 82.          | NQ        | NQ        | NQ        | NQ        | NQ    | NQ      | [ 13 ] |
| Catalina Escobar | poręcze         | N/A          | 13,058       | N/A          | N/A          | 13,058       | 61.          | NQ        | NQ        | NQ        | NQ        | NQ    | NQ      | [ 13 ] |
| Catalina Escobar | ćwiczenia wolne | N/A          | N/A          | N/A          | 3,700        | 3,700        | 82.          | NQ        | NQ        | NQ        | NQ        | NQ    | NQ      | [ 13 ] |

### Golf
| Zawodnik      | Konkurencja | Runda 1 | Runda 2 | Runda 3 | Runda 4 | Łącznie | Łącznie | Łącznie | Źródło |
| Zawodnik      | Konkurencja | Wynik   | Wynik   | Wynik   | Wynik   | Wynik   | Par     | Pozycja | Źródło |
| ------------- | ----------- | ------- | ------- | ------- | ------- | ------- | ------- | ------- | ------ |
| Mariajo Uribe | Kobiety     | 70      | 71      | 74      | 66      | 281     | −3      | 19.     | [ 14 ] |

### Jeździectwo
Skoki przez przeszkody
| Zawodnik      | Konkurencja         | Koń          | Runda 1 | Runda 1 | Runda 2 | Runda 2 | Runda 2 | Runda 3 | Runda 3 | Runda 3 | Finał   | Finał   | Finał   | Finał   | Finał | Finał | Źródło |
| Zawodnik      | Konkurencja         | Koń          | Runda 1 | Runda 1 | Runda 2 | Runda 2 | Runda 2 | Runda 3 | Runda 3 | Runda 3 | Runda A | Runda A | Runda B | Runda B | Razem | Razem | Źródło |
| Zawodnik      | Konkurencja         | Koń          | Błędy   | Poz.    | Błędy   | Razem   | Poz.    | Błędy   | Razem   | Poz.    | Błędy   | Poz.    | Błędy   | Poz.    | Błędy | Poz.  | Źródło |
| ------------- | ------------------- | ------------ | ------- | ------- | ------- | ------- | ------- | ------- | ------- | ------- | ------- | ------- | ------- | ------- | ----- | ----- | ------ |
| Daniel Bluman | Skoki indywidualnie | Apardi       | 15      | 63.     | NQ      | NQ      | NQ      | NQ      | NQ      | NQ      | NQ      | NQ      | NQ      | NQ      | NQ    | NQ    | [ 15 ] |
| René Lopez    | Skoki indywidualnie | Con Dios III | 8       | 53.     | 13      | 21      | 55.     | NQ      | NQ      | NQ      | NQ      | NQ      | NQ      | NQ      | NQ    | NQ    | [ 15 ] |

### Judo
Kobiety
| Zawodniczka    | Konkurencja | 1/16                | 1/8                 | Ćwierćfinał         | Półfinał            | Repasaże            | Finał               | Finał   | Źródło |
| Zawodniczka    | Konkurencja | Przeciwniczka Wynik | Przeciwniczka Wynik | Przeciwniczka Wynik | Przeciwniczka Wynik | Przeciwniczka Wynik | Przeciwniczka Wynik | Pozycja | Źródło |
| -------------- | ----------- | ------------------- | ------------------- | ------------------- | ------------------- | ------------------- | ------------------- | ------- | ------ |
| Yadinis Amarís | 57 kg       | Gjakova P 000-100   | NQ                  | NQ                  | NQ                  | NQ                  | NQ                  | NQ      | [ 16 ] |
| Yuri Alvear    | 70 kg       | BYE                 | Pérez W 000-000     | Bernabéu W 100-000  | Conway W 010-000    | N/A                 | Tachimoto P 000-100 | srebro  | [ 17 ] |

### Kolarstwo

#### Kolarstwo szosowe
| Zawodnik           | Konkurencja                    | Czas    | Pozycja | Źródło |
| ------------------ | ------------------------------ | ------- | ------- | ------ |
| Esteban Chaves     | wyścig ze startu wspólnego (m) | 6:13:39 | 21.     | [ 18 ] |
| Sergio Henao       | wyścig ze startu wspólnego (m) | DNF     | DNF     | [ 18 ] |
| Miguel Ángel López | wyścig ze startu wspólnego (m) | DNF     | DNF     | [ 18 ] |
| Jarlinson Pantano  | wyścig ze startu wspólnego (m) | DNF     | DNF     | [ 18 ] |
| Rigoberto Urán     | wyścig ze startu wspólnego (m) | DNF     | DNF     | [ 18 ] |
| Rigoberto Urán     | jazda indywidualna na czas (m) | DNS     | DNS     |        |
| Ana Sanabria       | wyścig ze startu wspólnego (k) | 4:01:29 | 40.     | [ 19 ] |

#### Kolarstwo górskie
| Zawodnik                  | Konkurencja       | Czas    | Pozycja | Źródło |
| ------------------------- | ----------------- | ------- | ------- | ------ |
| Jhonnatan Botero Villegas | cross-country (m) | 1:35:44 | 5.      | [ 20 ] |

#### Kolarstwo torowe
Sprint
| Zawodnik         | Konkurencja       | Kwalifikacje  | Kwalifikacje    | Runda 1         | Repasaże               | Runda 2         | Repasaże               | Wyścig o miejsce 9-12        | Ćwierćfinały    | Półfinały       | Finał           | Finał   | Źródło |
| Zawodnik         | Konkurencja       | Czas Prędkość | Przeciwnik Czas | Pozycja         | Przeciwnik Czas        | Przeciwnik Czas | Przeciwnik Czas        | Przeciwnik Czas              | Przeciwnik Czas | Przeciwnik Czas | Przeciwnik Czas | Pozycja | Źródło |
| ---------------- | ----------------- | ------------- | --------------- | --------------- | ---------------------- | --------------- | ---------------------- | ---------------------------- | --------------- | --------------- | --------------- | ------- | ------ |
| Santiago Ramírez | indywidualnie (m) | 10,199 70,956 | 23.             | NQ              | NQ                     | NQ              | NQ                     | NQ                           | NQ              | NQ              | NQ              | NQ      | [ 21 ] |
| Fabián Puerta    | indywidualnie (m) | 9,981 72,137  | 16.             | Glaetzer 10,357 | Sarnecki Pervis 10,272 | Kenny 10,478    | Webster Xu Chao 10,934 | Levy Hoogland Webster 10,342 | NQ              | NQ              | NQ              | 10.     | [ 21 ] |
| Juliana Gaviria  | indywidualnie (k) | 11,505 62,581 | 24.             | NQ              | NQ                     | NQ              | NQ                     | NQ                           | NQ              | NQ              | NQ              | NQ      | [ 22 ] |

Keirin
| Zawodnik      | Konkurencja | Runda 1 | Repesaż | Runda 2 | Finał   | Źródło |
| Zawodnik      | Konkurencja | Pozycja | Pozycja | Pozycja | Pozycja |        |
| ------------- | ----------- | ------- | ------- | ------- | ------- | ------ |
| Fabián Puerta | mężczyźni   | 2.      | BYE     | 3.      | 5.      | [ 21 ] |
| Martha Bayona | kobiety     | 3.      | 1.      | DNF     | 10.     | [ 22 ] |

Omnium
| Zawodnik         | Konkurencja | Scratch | Scratch | Wyścig na dochodzenie | Wyścig na dochodzenie | Wyścig na dochodzenie | Wyścig eliminacyjny | Wyścig eliminacyjny | Wyścig na 500 m | Wyścig na 500 m | Wyścig na 500 m | Okrążenie start lotny | Okrążenie start lotny | Okrążenie start lotny | Wyścig punktowy | Wyścig punktowy | Suma punktów | Pozycja | Źródło |
| Zawodnik         | Konkurencja | Pozycja | Punkty  | Czas                  | Pozycja               | Punkty                | Pozycja             | Punkty              | Czas            | Pozycja         | Punkty          | Czas                  | Pozycja               | Punkty                | Punkty          | Pozycja         | Suma punktów | Pozycja | Źródło |
| ---------------- | ----------- | ------- | ------- | --------------------- | --------------------- | --------------------- | ------------------- | ------------------- | --------------- | --------------- | --------------- | --------------------- | --------------------- | --------------------- | --------------- | --------------- | ------------ | ------- | ------ |
| Fernando Gaviria | mężczyźni   | 5.      | 26      | 4:26,649              | 10.                   | 22                    | 3.                  | 36                  | 1:02,469        | 4.              | 34              | 13,273                | 10.                   | 22                    | 41              | 1.              | 181          | 4.      | [ 23 ] |

#### Kolarstwo BMX
| Zawodnik       | Konkurencja | Eliminacje | Eliminacje | Ćwierćfinał | Ćwierćfinał | Półfinał | Półfinał | Finał  | Finał   | Źródło |
| Zawodnik       | Konkurencja | Wynik      | Miejsce    | Wynik       | Miejsce     | Wynik    | Miejsce  | Wynik  | Miejsce | Źródło |
| -------------- | ----------- | ---------- | ---------- | ----------- | ----------- | -------- | -------- | ------ | ------- | ------ |
| Carlos Oquendo | mężczyźni   | 35,341     | 14.        | 9           | 2.          | 14       | 6.       | NQ     | NQ      | [ 24 ] |
| Carlos Ramirez | mężczyźni   | 35,423     | 19.        | 11          | 4.          | 11.      | 3.       | 35,517 | brąz    | [ 24 ] |

Kobiety
| Zawodniczka   | Konkurencja | Eliminacje | Eliminacje | Półfinał | Półfinał | Finał  | Finał   | Źródło |
| Zawodniczka   | Konkurencja | Wynik      | Miejsce    | Wynik    | Miejsce  | Wynik  | Miejsce | Źródło |
| ------------- | ----------- | ---------- | ---------- | -------- | -------- | ------ | ------- | ------ |
| Mariana Pajón | kobiety     | 34,508     | 1.         | 3.       | 1.       | 34,093 | złoto   | [ 25 ] |

### Lekkoatletyka
Mężczyźni
Konkurencje biegowe
| Zawodnik                                                   | Konkurencja        | Eliminacje | Eliminacje | Półfinał | Półfinał | Finał   | Finał   | Źródło |
| Zawodnik                                                   | Konkurencja        | Wynik      | Miejsce    | Wynik    | Miejsce  | Wynik   | Miejsce | Źródło |
| ---------------------------------------------------------- | ------------------ | ---------- | ---------- | -------- | -------- | ------- | ------- | ------ |
| Bernardo Baloyes                                           | 200 m              | 20,78      | 58.        | NQ       | NQ       | NQ      | NQ      | [ 26 ] |
| Diego Palomeque                                            | 400 m              | 46,48      | 39.        | NQ       | NQ       | NQ      | NQ      | [ 27 ] |
| Rafith Rodríguez                                           | 800 m              | 1:46,65    | 17.        | NQ       | NQ       | NQ      | NQ      | [ 28 ] |
| Yeison Rivas                                               | 110 m przez płotki | 13,87      | 31.        | NQ       | NQ       | NQ      | NQ      | [ 29 ] |
| Carlos Lemos Diego Palomeque Jhon Perlaza Anthony Zambrano | sztafeta 4 × 400 m | 3:01,84    | 11.        | N/A      | N/A      | NQ      | [ 30 ]  |        |
| Diego Colorado                                             | maraton            | N/A        | N/A        | N/A      | N/A      | 2:31:20 | 125.    | [ 31 ] |
| Gerald Giraldo                                             | maraton            | N/A        | N/A        | N/A      | N/A      | 2:23:48 | 88.     | [ 31 ] |
| Andrés Ruiz                                                | maraton            | N/A        | N/A        | N/A      | N/A      | 2:22:09 | 79.     | [ 31 ] |
| Éider Arévalo                                              | chód 20 km         | N/A        | N/A        | N/A      | N/A      | 1:21:36 | 15.     | [ 32 ] |
| Luis Fernando López                                        | chód 20 km         | N/A        | N/A        | N/A      | N/A      | 1:22:32 | 29.     | [ 32 ] |
| Manuel Soto                                                | chód 20 km         | N/A        | N/A        | N/A      | N/A      | 1:20:36 | 9.      | [ 32 ] |
| José Leonardo Montaña                                      | chód 50 km         | N/A        | N/A        | N/A      | N/A      | DNF     | DNF     | [ 33 ] |
| James Rendón                                               | chód 50 km         | N/A        | N/A        | N/A      | N/A      | DSQ     | DSQ     | [ 33 ] |
| Jorge Armando Ruiz                                         | chód 50 km         | N/A        | N/A        | N/A      | N/A      | 3:51:42 | 17.     | [ 33 ] |

Konkurencje techniczne
| Zawodnik        | Konkurencja  | Kwalifikacje | Kwalifikacje | Finał | Finał   | Źródło |
| Zawodnik        | Konkurencja  | Wynik        | Miejsce      | Wynik | Miejsce | Źródło |
| --------------- | ------------ | ------------ | ------------ | ----- | ------- | ------ |
| Mauricio Ortega | rzut dyskiem | 61,62        | 18.          | NQ    | NQ      | [ 34 ] |
| Jhon Murillo    | trójskok     | 16,78        | 8.           | 17,09 | 5.      | [ 35 ] |

Kobiety
Konkurencje biegowe
| Zawodnik          | Konkurencja        | Eliminacje | Eliminacje | Ćwierćfinał | Ćwierćfinał | Półfinał | Półfinał | Finał   | Finał   | Źródło |
| Zawodnik          | Konkurencja        | Wynik      | Miejsce    | Wynik       | Miejsce     | Wynik    | Miejsce  | Wynik   | Miejsce | Źródło |
| ----------------- | ------------------ | ---------- | ---------- | ----------- | ----------- | -------- | -------- | ------- | ------- | ------ |
| Eliecith Palacios | 100 m              | BYE        | BYE        | 11,48       | 33.         | NQ       | NQ       | NQ      | NQ      | [ 36 ] |
| Evelyn Rivera     | 100 m              | BYE        | BYE        | 11,59       | 43.         | NQ       | NQ       | NQ      | NQ      | [ 36 ] |
| Muriel Coneo      | 1500 m             | 4:09,50    | 20.        | N/A         | N/A         | NQ       | NQ       | NQ      | NQ      | [ 37 ] |
| Brigitte Merlano  | 100 m przez płotki | 13,09      | 30.        | N/A         | N/A         | NQ       | NQ       | NQ      | NQ      | [ 38 ] |
| Kellys Arias      | maraton            | N/A        | N/A        | N/A         | N/A         | N/A      | N/A      | DNF     | DNF     | [ 39 ] |
| Erika Abril       | maraton            | N/A        | N/A        | N/A         | N/A         | N/A      | N/A      | 2:44:05 | 73.     | [ 39 ] |
| Angie Orjuela     | maraton            | N/A        | N/A        | N/A         | N/A         | N/A      | N/A      | 2:27:05 | 43.     | [ 39 ] |
| Sandra Arenas     | chód 20 km         | N/A        | N/A        | N/A         | N/A         | N/A      | N/A      | 1:35:40 | 32.     | [ 40 ] |
| Yeseida Carrillo  | chód 20 km         | N/A        | N/A        | N/A         | N/A         | N/A      | N/A      | 1:36:28 | 38.     | [ 40 ] |
| Sandra Galvis     | chód 20 km         | N/A        | N/A        | N/A         | N/A         | N/A      | N/A      | DNF     |         | [ 40 ] |

Konkurencje techniczne
| Zawodniczka       | Konkurencja    | Kwalifikacje | Kwalifikacje | Finał | Finał   | Źródło |
| Zawodniczka       | Konkurencja    | Wynik        | Miejsce      | Wynik | Miejsce | Źródło |
| ----------------- | -------------- | ------------ | ------------ | ----- | ------- | ------ |
| Flor Ruíz         | rzut oszczepem | 62,32        | 9.           | 61,54 | 9.      | [ 41 ] |
| Sandra Lemos      | pchnięcie kulą | 16,46        | 31.          | NQ    | NQ      | [ 42 ] |
| Caterine Ibargüen | trójskok       | 14,52        | 1,           | 15,17 | złoto   | [ 2 ]  |
| Yosiri Urrutia    | trójskok       | 13,95        | 20.          | NQ    | NQ      | [ 2 ]  |

Siedmiobój
| Zawodniczka    | Konkurencja | 100H  | HJ   | SP    | 200 m | LJ   | JT    | 800 m   | Razem | Pozycja | Źródło |
| -------------- | ----------- | ----- | ---- | ----- | ----- | ---- | ----- | ------- | ----- | ------- | ------ |
| Evelis Aguilar | Rezultat    | 13,84 | 1,74 | 13,60 | 24,12 | 6,23 | 46,90 | 2:14,32 | 6263  | 15.     | [ 43 ] |
| Evelis Aguilar | Punkty      | 1001  | 903  | 767   | 969   | 921  | 800   | 902     | 6263  | 15.     | [ 43 ] |

### Łucznictwo
| Zawodnik                                    | Konkurencja       | Runda rankingowa | Runda rankingowa | 1/32             | 1/16             | 1/8              | Ćwierćfinały     | Półfinały        | Finał            | Finał   | Źródło |
| Zawodnik                                    | Konkurencja       | Wynik            | Seed             | Przeciwnik Wynik | Przeciwnik Wynik | Przeciwnik Wynik | Przeciwnik Wynik | Przeciwnik Wynik | Przeciwnik Wynik | Pozycja | Źródło |
| ------------------------------------------- | ----------------- | ---------------- | ---------------- | ---------------- | ---------------- | ---------------- | ---------------- | ---------------- | ---------------- | ------- | ------ |
| Andrés Pila                                 | indywidualnie (m) | 654              | 43.              | Mohamad P 0-6    | NQ               | NQ               | NQ               | NQ               | NQ               | NQ      | [ 44 ] |
| Carolina Aguirre                            | indywidualnie (k) | 605              | 52.              | Sartori P 0-6    | NQ               | NQ               | NQ               | NQ               | NQ               | NQ      | [ 45 ] |
| Ana Rendón                                  | indywidualnie (k) | 641              | 18.              | Bjerendal P 2-6  | NQ               | NQ               | NQ               | NQ               | NQ               | NQ      | [ 45 ] |
| Natalia Sánchez                             | indywidualnie (k) | 609              | 48.              | Pierowa P 5-6    | NQ               | NQ               | NQ               | NQ               | NQ               | NQ      | [ 45 ] |
| Carolina Aguirre Ana Rendón Natalia Sánchez | drużynowo (k)     | 1855             | 10.              | N/A              | N/A              | Indie · P 3-5    | NQ               | NQ               | NQ               | NQ      | [ 45 ] |

### Piłka nożna
Turniej mężczyzn
- Reprezentacja mężczyzn

| - Cristian Bonilla - William Tesillo - Deivy Balanta - Deiver Machado - Felipe Aguilar - Jefferson Lerma - Arley Rodríguez - Dorlan Pabón - Miguel Borja - Teófilo Gutiérrez |  | - Harold Preciado - Andrés Roa - Helibelton Palacios - Sebastián Pérez Cardona - Wilmar Barrios - Kevin Balanta - Cristian Alexis Borja - Luis Hurtado - Juan Sebastián Quintero |

Reprezentacja Kolumbii wzięła udział w rozgrywkach grupy B turnieju olimpijskiego, zajmując w niej 2. miejsce i awansując do ćwierćfinału. W ćwierćfinale uległa reprezentacji Brazylii 0:2 i odpadła z turnieju.
Grupa B
| Drużyna  | M | Mecze | Mecze | Mecze | Bramki | Bramki | Bramki | Pkt |
| Drużyna  | M | W     | R     | P     | +      | –      | +/−    | Pkt |
| -------- | - | ----- | ----- | ----- | ------ | ------ | ------ | --- |
| Nigeria  | 3 | 2     | 0     | 1     | 6      | 6      | 0      | 6   |
| Kolumbia | 3 | 1     | 2     | 0     | 6      | 4      | 2      | 5   |
| Japonia  | 3 | 1     | 1     | 1     | 7      | 7      | 0      | 4   |
| Szwecja  | 3 | 0     | 1     | 2     | 2      | 4      | −2     | 1   |

| 5 sierpnia 2016 00:00 CET | Szwecja · Mikael Ishak 43' · Astrit Ajdarević 62' | 2:2(1:1)Raport | Kolumbia · 17' Teófilo Gutiérrez · 75' Dorlan Pabon | Arena Amazônia, Manaus Widzów: 29 996 Sędzia: Fahad Al Mirdasi |
|                           |                                                   |                |                                                     |                                                                |

| 8 sierpnia 2016 03:00 CET | Japonia · Takuma Asano 67' · Shoya Nakajima 74' | 2:2(0:0)Raport | Kolumbia · 59' Teófilo Gutiérrez · 65' (sam) Hiroki Fujiharu | Arena Amazônia, Manaus Widzów: 26 603 Sędzia: Siergiej Karasiow |
|                           |                                                 |                |                                                              |                                                                 |

| 10 sierpnia 2016 00:00 CET | Kolumbia · Teófilo Gutiérrez 4' · Dorlan Pabon 63' (k) | 2:0(1:0)Raport | Nigeria | Arena Corinthians, São Paulo Sędzia: César Arturo Ramos |
|                            |                                                        |                |         |                                                         |

Ćwierćfinał
| Mecz 28 14 sierpnia 2016 03:00 CET | Brazylia · 12' Neymar · 82' Lun | 2:0(1:0)Raport | Kolumbia | Arena Corinthians, São Paulo |
|                                    |                                 |                |          |                              |

Turniej kobiet
- Reprezentacja kobiet

| - Catalina Pérez - Carolina Arbeláez - Natalia Gaitán - Diana Ospina - Isabella Echeverri - Liana Salazar - Ingrid Vidal - Mildrey Pineda - Oriánica Velásquez |  | - Leicy Santos - Catalina Usme - Nicole Regnier - Angela Clavijo - Nataly Arias - Tatiana Ariza - Lady Andrade - Carolina Arias - Sandra Sepúlveda |

Reprezentacja Kolumbii wzięła udział w rozgrywkach grupy B turnieju olimpijskiego, zajmując w niej 4. miejsce i nie awansując do dalszych rozgrywek.
Grupa G
| Drużyna           | M | Mecze | Mecze | Mecze | Bramki | Bramki | Bramki | Pkt |
| Drużyna           | M | W     | R     | P     | +      | –      | +/−    | Pkt |
| ----------------- | - | ----- | ----- | ----- | ------ | ------ | ------ | --- |
| Stany Zjednoczone | 3 | 2     | 1     | 0     | 5      | 2      | 3      | 7   |
| Francja           | 3 | 2     | 0     | 1     | 7      | 1      | 6      | 6   |
| Nowa Zelandia     | 3 | 1     | 0     | 2     | 1      | 5      | −4     | 3   |
| Kolumbia          | 3 | 0     | 1     | 2     | 2      | 7      | −5     | 1   |

| 4 sierpnia 2016 03:00 CET | Francja · Carolina Arias 2' (sam.) · Eugenie Le Sommer 14' · Camile Abily 42' · Amel Majri 82' | 4:0(3:0)Raport | Kolumbia | Estádio Mineirão, Belo Horizonte Widzów: 6 847 Sędzia: Ri Hyang-ok |
|                           |                                                                                                |                |          |                                                                    |

| 7 sierpnia 2016 01:00 CET | Kolumbia | 0:1(0:1)Raport | Nowa Zelandia · 31' Amber Hearn | Estádio Mineirão, Belo Horizonte Widzów: 8 505 Sędzia: Gladys Lengwe |
|                           |          |                |                                 |                                                                      |

| 10 sierpnia 2016 00:00 CET | Kolumbia · Catalina Usme 26', 90' | 2:2(1:1)Raport | Stany Zjednoczone · 41' Crystal Dunn · 59' Mallory Pugh | Arena da Amazônia, Manaus Widzów: 30 557 Sędzia: Teodora Albon |
|                            |                                   |                |                                                         |                                                                |

### Pływanie
Mężczyźni
| Zawodnik       | Konkurencja       | Eliminacje | Eliminacje | Półfinał | Półfinał | Finał | Finał   | Źródło |
| Zawodnik       | Konkurencja       | Czas       | Miejsce    | Czas     | Miejsce  | Czas  | Miejsce | Źródło |
| -------------- | ----------------- | ---------- | ---------- | -------- | -------- | ----- | ------- | ------ |
| Jonathan Gómez | 200 m motylkowym  | 1:56,65    | 15.        | 1:57,47  | 15.      | NQ    | NQ      | [ 46 ] |
| Jorge Murillo  | 100 m klasycznym  | 59,93      | 14.        | 1:00,81  | 16.      | NQ    | NQ      | [ 46 ] |
| Jorge Murillo  | 200m klasycznym   | 2:12,81    | 28.        | NQ       | NQ       | NQ    | NQ      | [ 46 ] |
| Omar Pinzón    | 200 m grzbietowym | 1:59,69    | 22.        | NQ       | NQ       | NQ    | NQ      | [ 46 ] |

Kobiety
| Zawodniczka     | Konkurencja   | Eliminacje | Eliminacje | Półfinał | Półfinał | Finał | Finał   | Źródło |
| Zawodniczka     | Konkurencja   | Czas       | Miejsce    | Czas     | Miejsce  | Czas  | Miejsce | Źródło |
| --------------- | ------------- | ---------- | ---------- | -------- | -------- | ----- | ------- | ------ |
| Isabella Arcila | 50 m dowolnym | 25,35      | 30.        | NQ       | NQ       | NQ    | NQ      | [ 47 ] |

### Pływanie synchroniczne
| Zawodnik                        | Konkurencja | Eliminacje       | Eliminacje       | Eliminacje    | Eliminacje    | Eliminacje | Eliminacje | Finał  | Finał   | Źródło |
| Zawodnik                        | Konkurencja | Runda techniczna | Runda techniczna | Runda dowolna | Runda dowolna | Razem      | Razem      | Finał  | Finał   | Źródło |
| Zawodnik                        | Konkurencja | Punkty           | Miejsce          | Punkty        | Miejsce       | Punkty     | Miejsce    | Punkty | Miejsce | Źródło |
| Estefanía Álvarez Mónica Arango | Duety       | 80,3363          | 17.              | 80,4667       | 17.           | 160,8030   | 17.        | NQ     | NQ      | [ 48 ] |

### Podnoszenie ciężarów
Mężczyźni
| Zawodnik             | Konkurencja | Rwanie | Rwanie  | Podrzut | Podrzut | Razem  | Pozycja | Źródło |
| Zawodnik             | Konkurencja | Wynik  | Pozycja | Wynik   | Pozycja | Razem  | Pozycja | Źródło |
| -------------------- | ----------- | ------ | ------- | ------- | ------- | ------ | ------- | ------ |
| Habib de las Salas   | −56 kg      | 119 kg | 8.      | 147 kg  | 7.      | 266 kg | 6.      | [ 49 ] |
| Óscar Figueroa       | −62 kg      | 142 kg | 1.      | 176 kg  | 1.      | 318 kg | złoto   | [ 49 ] |
| Edwin Mosquera       | −69 kg      | 140 kg | 9.      | 170 kg  | 12.     | 310 kg | 15.     | [ 49 ] |
| Luis Javier Mosquera | −69 kg      | 155 kg | 3.      | 183 kg  | 3.      | 338 kg | brąz    | [ 49 ] |
| Andrés Caicedo       | −77 kg      | 155 kg | 6.      | 191 kg  | 5.      | 346 kg | 6.      | [ 49 ] |

Kobiety
| Zawodniczka      | Konkurencja | Rwanie | Rwanie  | Podrzut | Podrzut | Razem  | Pozycja | Źródło |
| Zawodniczka      | Konkurencja | Wynik  | Pozycja | Wynik   | Pozycja | Razem  | Pozycja | Źródło |
| ---------------- | ----------- | ------ | ------- | ------- | ------- | ------ | ------- | ------ |
| Lina Rivas       | −58 kg      | 96 kg  | 6.      | 120 kg  | 6.      | 216 kg | 7.      | [ 49 ] |
| Mercedes Pérez   | −63 kg      | 104 kg | 5.      | 130 kg  | 4.      | 234 kg | 4.      | [ 49 ] |
| Leydi Solís      | −69 kg      | 110 kg | 4.      | 143 kg  | 4.      | 253 kg | 4.      | [ 49 ] |
| Ubaldina Valoyes | −75 kg      | 111 kg | 5.      | 136 kg  | 4.      | 247 kg | 4.      | [ 49 ] |

### Rugby 7
Turniej kobiet
- Reprezentacja kobiet

| - Nathalie Marchino - Khaterinne Medina - Isabel Romero - Solangie Delgado - Camila Lopera - Sharon Acevedo |  | - Laura González - Nicole Acevedo - Alejandra Betancur - Ana Ramírez - Estefanía Ramírez - Guadalupe López |

Reprezentacja Kolumbii brała udział w rozgrywkach grupy A turnieju olimpijskiego, zajmując w niej czwarte miejsce. W dalszej części turnieju walczyła o miejsca 9. – 12. Ostatecznie została sklasyfikowana na 12. miejscu.
Grupa A
| 6 sierpnia 201613:30 | Australia | 53:0 | Kolumbia | Deodoro Stadium, Rio de Janeiro |
| 6 sierpnia 201613:30 |           | 53:0 |          | Deodoro Stadium, Rio de Janeiro |

| 6 sierpnia 201618:00 | Stany Zjednoczone | 48:0 | Kolumbia | Deodoro Stadium, Rio de Janeiro |
| 6 sierpnia 201618:00 |                   | 48:0 |          | Deodoro Stadium, Rio de Janeiro |

| 7 sierpnia 201613:00 | Fidżi | 36:0 | Kolumbia | Deodoro Stadium, Rio de Janeiro |
| 7 sierpnia 201613:00 |       | 36:0 |          | Deodoro Stadium, Rio de Janeiro |

Mecze o miejsca 9. – 12.
| 7 sierpnia 201618:00 | Brazylia | 24:0 | Kolumbia | Deodoro Stadium, Rio de Janeiro |
| 7 sierpnia 201618:00 |          | 24:0 |          | Deodoro Stadium, Rio de Janeiro |

| 8 sierpnia 201612:30 | Kolumbia | 10:22 | Kenia | Deodoro Stadium, Rio de Janeiro |
| 8 sierpnia 201612:30 |          | 10:22 |       | Deodoro Stadium, Rio de Janeiro |

### Skoki do wody
| Zawodnik          | Konkurencja                      | Preeliminacje | Preeliminacje | Półfinał | Półfinał | Finał  | Finał   | Źródło |
| Zawodnik          | Konkurencja                      | Punkty        | Miejsce       | Punkty   | Miejsce  | Punkty | Miejsce | Źródło |
| ----------------- | -------------------------------- | ------------- | ------------- | -------- | -------- | ------ | ------- | ------ |
| Sebastián Morales | trampolina 3 m indywidualnie (m) | 447,05        | 5.            | 406,55   | 11       | 364,50 | 12.     | [ 60 ] |
| Víctor Ortega     | wieża 10 m indywidualnie (m)     | 386,85        | 20.           | NQ       | NQ       | NQ     | NQ      | [ 60 ] |
| Sebastián Villa   | wieża 10 m indywidualnie (m)     | 350,40        | 25.           |          |          |        |         | [ 60 ] |
| Diana Pineda      | trampolina 3 m indywidualnie (k) | 276,90        | 23.           | NQ       | NQ       | NQ     | NQ      | [ 61 ] |

### Strzelectwo
| Zawodnik    | Konkurencja | Kwalifikacje | Kwalifikacje | Półfinał | Półfinał | Finał | Finał   | Źródło |
| Zawodnik    | Konkurencja | Wynik        | Pozycja      | Wynik    | Pozycja  | Wynik | Pozycja | Źródło |
| ----------- | ----------- | ------------ | ------------ | -------- | -------- | ----- | ------- | ------ |
| Danilo Caro | trap (m)    | 110          | 27.          | NQ       | NQ       | NQ    | NQ      | [ 62 ] |

### Szermierka
| Zawodnik              | Konkurencja              | 1/32               | 1/16             | 1/8              | Ćwierćfinały     | Półfinały        | Finał            | Finał   | Źródło |
| Zawodnik              | Konkurencja              | Przeciwnik Wynik   | Przeciwnik Wynik | Przeciwnik Wynik | Przeciwnik Wynik | Przeciwnik Wynik | Przeciwnik Wynik | Pozycja | Źródło |
| --------------------- | ------------------------ | ------------------ | ---------------- | ---------------- | ---------------- | ---------------- | ---------------- | ------- | ------ |
| Jhon Édison Rodríguez | szpada indywidualnie (m) | Kariuczenko W 15-7 | Imre P 8-15      | NQ               | NQ               | NQ               | NQ               | NQ      | [ 63 ] |
| Saskia van Erven      | floret indywidualnie (k) | N/A                | Mohamed P 12-15  | NQ               | NQ               | NQ               | NQ               | NQ      | [ 64 ] |

### Taekwondo
| Zawodnik     | Konkurencja     | 1/8              | Ćwierćfinał      | Półfinał         | Repesaż 1        | Repesaż 2        | Finał            | Finał   | Źródło |
| Zawodnik     | Konkurencja     | Przeciwnik Wynik | Przeciwnik Wynik | Przeciwnik Wynik | Przeciwnik Wynik | Przeciwnik Wynik | Przeciwnik Wynik | Pozycja | Źródło |
| ------------ | --------------- | ---------------- | ---------------- | ---------------- | ---------------- | ---------------- | ---------------- | ------- | ------ |
| Doris Patiño | -57 kg kobiet   | Malak P 0-13     | NQ               | NQ               | NQ               | NQ               | NQ               | NQ      | [ 65 ] |
| Óscar Muñoz  | −58 kg mężczyzn | Bragança P 3-14  | NQ               | NQ               | NQ               | NQ               | NQ               | NQ      | [ 66 ] |

### Tenis stołowy
| Zawodnik   | Konkurencja        | Eliminacje       | Runda 1                                | Runda 2          | Runda 3          | 1/8 finału       | Ćwierćfinały     | Półfinały        | Finał            | Finał   | Źródło |
| Zawodnik   | Konkurencja        | Przeciwnik Wynik | Przeciwnik Wynik                       | Przeciwnik Wynik | Przeciwnik Wynik | Przeciwnik Wynik | Przeciwnik Wynik | Przeciwnik Wynik | Przeciwnik Wynik | Pozycja | Źródło |
| ---------- | ------------------ | ---------------- | -------------------------------------- | ---------------- | ---------------- | ---------------- | ---------------- | ---------------- | ---------------- | ------- | ------ |
| Lady Ruano | gra pojedyncza (k) | N/A              | Vacenovská P 0-4 (8-11,2-11,7-11,8-11) | NQ               | NQ               | NQ               | NQ               | NQ               | NQ               | NQ      | [ 67 ] |

### Tenis ziemny
| Zawodnik                          | Konkurencja | 1/32                   | 1/16                          | 1/8                          | Ćwierćfinały     | Półfinały        | Finał            | Finał   | Źródło |
| Zawodnik                          | Konkurencja | Przeciwnik Wynik       | Przeciwnik Wynik              | Przeciwnik Wynik             | Przeciwnik Wynik | Przeciwnik Wynik | Przeciwnik Wynik | Pozycja | Źródło |
| --------------------------------- | ----------- | ---------------------- | ----------------------------- | ---------------------------- | ---------------- | ---------------- | ---------------- | ------- | ------ |
| Mariana Duque                     | singel (k)  | Kerber P 0-2 (3:6,5:7) | NQ                            | NQ                           | NQ               | NQ               | NQ               | NQ      | [ 68 ] |
| Juan Sebastián Cabal Robert Farah | debel (m)   | N/A                    | Herbert Mahut W 2-0 (7:6,6:3) | Johnson Sock P 0-2 (4:6,6:7) | NQ               | NQ               | NQ               | NQ      | [ 69 ] |

### Zapasy
Mężczyźni – styl klasyczny
| Zawodnik     | Konkurencja | Kwalifikacje     | 1/8              | Ćwierćfinał      | Półfinał         | Repesaż 1        | Finał/ 3.miejsce | Finał/ 3.miejsce | Źródło |
| Zawodnik     | Konkurencja | Przeciwnik Wynik | Przeciwnik Wynik | Przeciwnik Wynik | Przeciwnik Wynik | Przeciwnik Wynik | Przeciwnik Wynik | Pozycja          | Źródło |
| ------------ | ----------- | ---------------- | ---------------- | ---------------- | ---------------- | ---------------- | ---------------- | ---------------- | ------ |
| Carlos Muñoz | −74 kg      | Bácsi P 0-9      | NQ               | NQ               | NQ               | NQ               | NQ               | 18.              | [ 70 ] |

Mężczyźni – styl wolny
| Zawodnik         | Konkurencja | Kwalifikacje     | 1/8              | Ćwierćfinał      | Półfinał         | Repesaż 1        | Finał/3. miejsce | Finał/3. miejsce | Źródło |
| Zawodnik         | Konkurencja | Przeciwnik Wynik | Przeciwnik Wynik | Przeciwnik Wynik | Przeciwnik Wynik | Przeciwnik Wynik | Przeciwnik Wynik | Pozycja          | Źródło |
| ---------------- | ----------- | ---------------- | ---------------- | ---------------- | ---------------- | ---------------- | ---------------- | ---------------- | ------ |
| Carlos Izquierdo | −74 kg      | N/A              | Həsənov P 0-10   | NQ               | NQ               | NQ               | NQ               | 20.              | [ 71 ] |

Kobiety – styl wolny
| Zawodniczka        | Konkurencja | Kwalifikacje     | 1/8              | Ćwierćfinał      | Półfinał         | Repesaż 1        | Repesaż 2        | Finał/3.miejsce  | Finał/3.miejsce | Źródło |
| Zawodniczka        | Konkurencja | Przeciwnik Wynik | Przeciwnik Wynik | Przeciwnik Wynik | Przeciwnik Wynik | Przeciwnik Wynik | Przeciwnik Wynik | Przeciwnik Wynik | Pozycja         | Źródło |
| ------------------ | ----------- | ---------------- | ---------------- | ---------------- | ---------------- | ---------------- | ---------------- | ---------------- | --------------- | ------ |
| Carolina Castillo  | -48 kg      | BYE              | Chov W 10-0      | Jankowa P 2-3    | NQ               | NQ               | NQ               | NQ               | 8.              | [ 72 ] |
| Jackeline Rentería | -58 kg      | BYE              | Sobero 'W” 6-2   | Ratkiewicz P 3-7 | NQ               | NQ               | NQ               | NQ               | 8.              | [ 73 ] |
| Andrea Olaya       | -75 kg      | BYE              | Gray P 0-5       | NQ               | NQ               | NQ               | NQ               | NQ               | 15.             | [ 74 ] |

### Żeglarstwo
Mężczyźni
| Zawodnik        | Konkurencja | Wyścig | Wyścig | Wyścig | Wyścig | Wyścig | Wyścig | Wyścig | Wyścig | Wyścig | Wyścig | Wyścig | Wyścig | Wyścig | Punkty | Finałowa pozycja | Źródło |
| Zawodnik        | Konkurencja | 1      | 2      | 3      | 4      | 5      | 6      | 7      | 8      | 9      | 10     | 11     | 12     | M*     | Punkty | Finałowa pozycja | Źródło |
| --------------- | ----------- | ------ | ------ | ------ | ------ | ------ | ------ | ------ | ------ | ------ | ------ | ------ | ------ | ------ | ------ | ---------------- | ------ |
| Santiago Grillo | RS:X        | 29     | 24     | 24     | 32     | DNF    | 24     | 28     | 23     | 14     | 29     | 35     | DNF    | NQ     | 299    | 30.              |        |

M = Wyścig medalowy